# Турбя
Турбя (пол. Turbia) — село в Польщі, у гміні Залешани Стальововольського повіту Підкарпатського воєводства.
Населення — 1519 осіб (2011).
У 1975-1998 роках село належало до Тарнобжезького воєводства.

## Демографія
Демографічна структура станом на 31 березня 2011 року:
|          | Загалом | Допрацездатний вік | Працездатний вік | Постпрацездатний вік |
| -------- | ------- | ------------------ | ---------------- | -------------------- |
| Чоловіки | 768     | 163                | 516              | 89                   |
| Жінки    | 751     | 136                | 451              | 164                  |
| Разом    | 1519    | 299                | 967              | 253                  |